# Parastasia novoguineensis
Parastasia novoguineensis är en skalbaggsart som beskrevs av Ohaus 1898. Parastasia novoguineensis ingår i släktet Parastasia och familjen Rutelidae. Inga underarter finns listade i Catalogue of Life.